# Rantanplan (serie animada)
Rantanplan es una serie animada francesa coproducido por Xilam, Dargaud Marina, Lucky Comis y France 3, el episodio piloto fue transmitido por primera vez en Francia el 6 de septiembre de 2006
Nota: La serie actualmente solamente tiene distribución nacional en Francia

## Sinopsis
Rantanplan es una serie sobre un perro con baja inteligencia con el mismo nombre que vive aventuras en la zona oeste de los Estados Unidos, su nombre Rantanplan (que significa en español: Rintintonto) es una alteración en francés de Rintintin.
Originalmente, Rantanplan surgió como un personaje secundario de la serie de historietas de Lucky Luke, del historietista belga Morris. Rantanplan es el perro guardián de la cárcel donde los hermanos Dalton son recluidos a menudo, y acompaña al vaquero Lucky Luke en algunas de sus aventuras. Rantanplan protagoniza su propia serie de historietas en 1987.

## Voces
- François Morel - Rantanplan
- Jean-Claude Donda - Voz adicional
- Patrick Guillemin - Voz adicional
- Jean-François Aupied - Voz adicional

## Episodios
1. Sistema Estrella
2. Inspector Rantanplan
3. Un parecido de familia
4. Microcosmo
5. Halloween
6. Encuentro del tercer tipo
7. Al claro de la luna
8. Enfermo Imaginario
9. El club de los Ponies
10. ¡A la guardia!
11. El Buitre y Rantanplan
12. De Tal perro Tal Astilla
13. ¡Una mesa!
14. Un gran delito
15. Masage urgente
16. Es mi elección
17. Algo bien hecho
18. Hielo quebradizo
19. Pequeño Genio

### En Francés
- Sitio oficial
- Sitio web oficial de la productora Xilam

### En inglés
- Sitio Oficial

- Datos: Q3419033